# Zaniedbywalne starzenie się

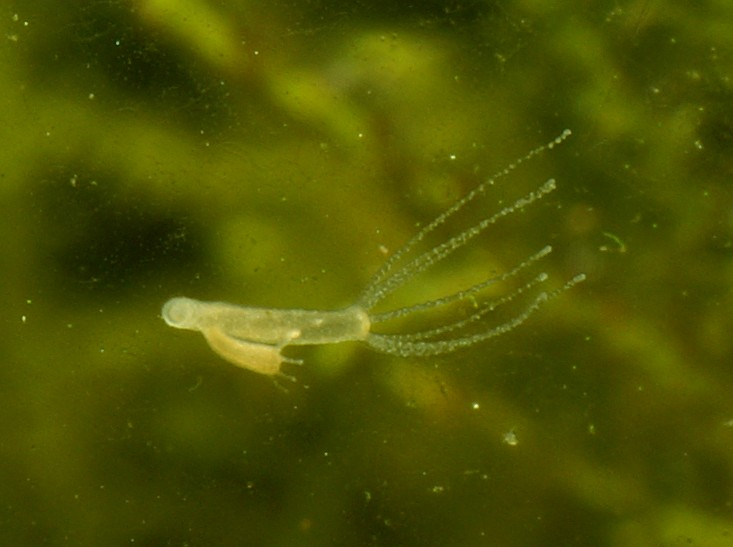
Stułbia – przykład organizmu niestarzejącego się.

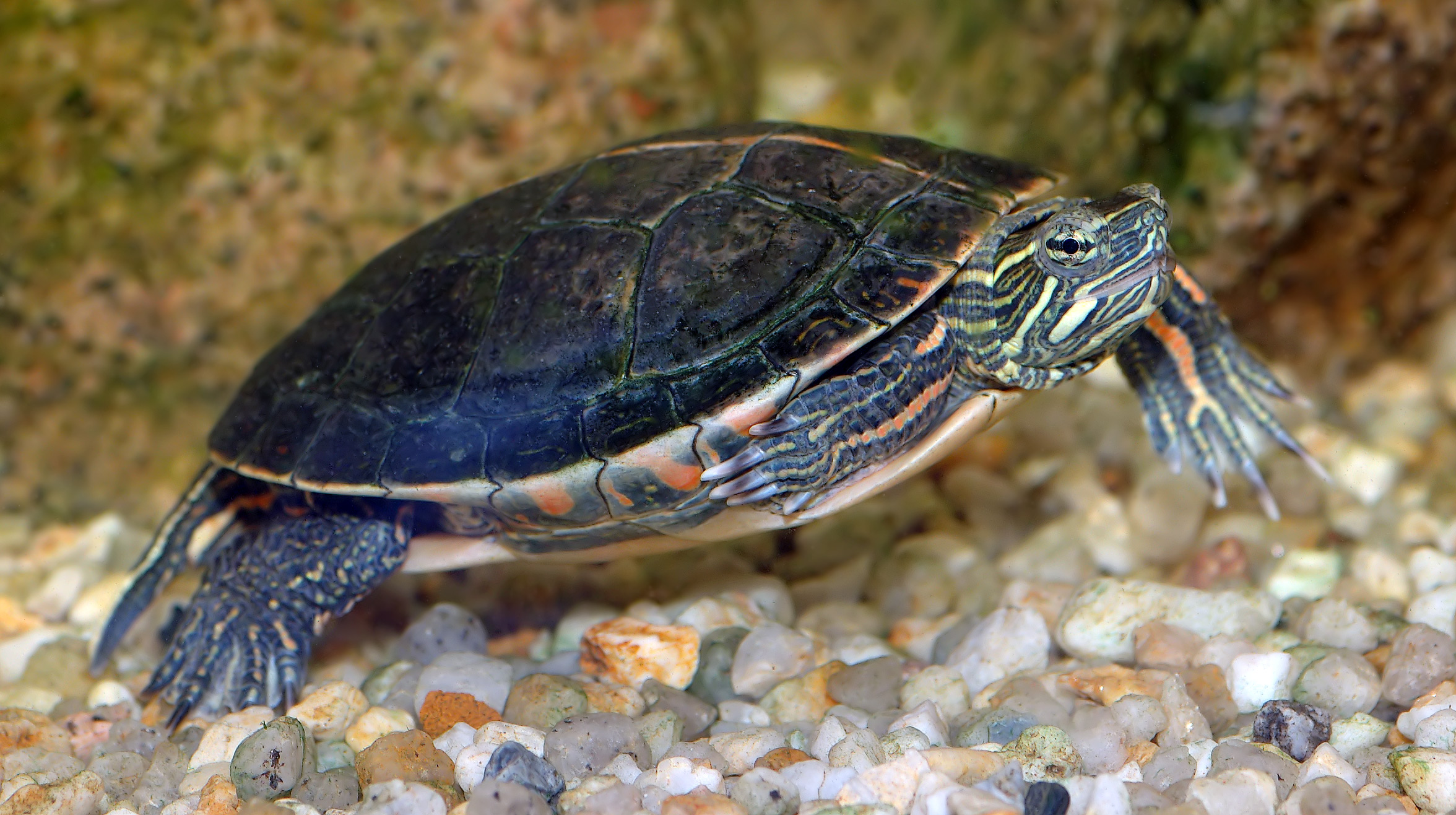
Żółw malowany może dożyć 60 lat, a jego płodność i sprawność nie maleje z wiekiem.

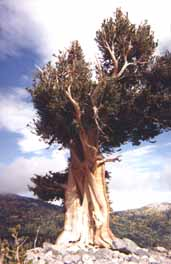
Sosna długowieczna może dożyć 4000 lat, co roku wytwarzając nasiona.

Zaniedbywalne starzenie się – określenie stanu organizmu, w którym nie następuje proces starzenia się albo jest on zbyt wolny, aby dało się go stwierdzić. Organizmy, których starzenie się jest zaniedbywalne, nie mają maksymalnej długości życia, a ich zdolności reprodukcyjne nie maleją z czasem. Umierają one jedynie z przyczyn niezwiązanych ze starością (np. atak drapieżnika, choroba lub wypadek). Prawdopodobieństwo śmierci u takich organizmów nie rośnie z czasem, w przeciwieństwie do organizmów starzejących się, u których gwałtownie rośnie w miarę zbliżania się do maksymalnej długości życia.
Badania nad zaniedbywalnym starzeniem się dostarczają istotnych informacji dla zrozumienia procesów starzenia się i pozwalają testować dotyczące ich teorie. Zjawisko to jest również przytaczane jako dowód możliwości opracowania technologii przedłużania życia u ludzi.

## Stwierdzanie zaniedbywalnego starzenia się
Termin „zaniedbywalne starzenie się” wprowadził w 1991 roku C. E. Finch. W kolejnych latach znaczenie tego terminu zostało uściślone. Aby je stwierdzić u jakiegoś gatunku, musi on spełniać dwa kryteria:
- brak obserwowalnego zwiększenia umieralności ani zmniejszenia zdolności reprodukcyjnych z czasem,
- brak obserwowalnego zmniejszenia zdolności fizjologicznych ani odporności na choroby z czasem.

Zaniedbywalne starzenie się stwierdza się u organizmów wielokomórkowych i żyjących samodzielnie. Nie odnosi się ono do organizmów jednokomórkowych, jak również do organizmów wielokomórkowych tworzących kolonie, kormusy i polikormony. Organizmy takie są uznawane za praktycznie nieśmiertelne, a znane rekordy długości życia sięgają kilkunastu tysięcy lat w przypadku zwierząt (gąbki) i być może nawet miliona lat w przypadku roślin (topola osikowa).

## Organizmy starzejące się w sposób zaniedbywalny
Specyficzną gromadą organizmów wielokomórkowych, w której niektóre gatunki nie ulegają procesowi starzenia, są stułbiopławy. Stwierdzono, że stułbia spełnia kryteria zaniedbywalnego starzenia się. Turritopsis nutricula posiada z kolei możliwość powracania do stadium polipa, powtarzając swój cykl życiowy potencjalnie w nieskończoność.
Drugą grupę stanowią organizmy, które rosną przez całe swoje życie. Wiąże się to często również ze stopniowym wzrostem zdolności reprodukcyjnych. Wiek takich organizmów określa się na podstawie ich masy, liczby słojów drzewa bądź struktury otolitów. Przykładami takich organizmów, wraz ze znanymi rekordami długości ich życia, są:
- Homary – 100 lat[1],
- Karmazyn ostrooki (Sebastes aleutianus) – 205 lat[10][11],
- Żółw malowany – 61 lat[11],
- Emydoidea blandingii – 77 lat[11],
- Terapena karolińska – 138 lat[11],
- Strongylocentrotus franciscanus – 200 lat[11],
- Perłoródka rzeczna – 210–250 lat[12],
- Cyprina islandzka – 405 lat[13],
- Sosna długowieczna – 4731 lat[11].

## Zaniedbywalne starzenie się u ludzi
Obecny rekord długości życia człowieka to 122 lata. Istnieją badania naukowe sugerujące, że proces starzenia się u ludzi zatrzymuje się w wieku 90–100 lat, a śmiertelność stabilizuje na poziomie około 50% rocznie. Wyniki tych badań są jednak kwestionowane w ostatnich latach.
Istnieje szereg organizacji zajmujących się promowaniem badań nad przedłużaniem życia u ludzi, m.in. American Aging Association, Life Extension Foundation, Methuselah Foundation i SENS Foundation. Jednym z kierunków proponowanych przez nie badań jest uzyskanie zaniedbywalnego starzenia się u ludzi, na wzór organizmów, u których ono występuje.